# Піла-Рущинська
Піла-Рущинська (пол. Piła Ruszczyńska) — село в Польщі, у гміні Каменськ Радомщанського повіту Лодзинського воєводства.
У 1975-1998 роках село належало до Пйотрковського воєводства.